# Религиозная идентичность
Религио́зная иденти́чность — форма коллективного и индивидуального самосознания, построенная на осознании принадлежности к определенной религии и формирующая представления о себе и мире посредством соответствующих религиозных догм. Религиозная идентичность является одной из первых форм самосознания человека и потому находится у истоков формирования других видов идентичностей.

## Дискуссии о религиозной идентичности
В научной литературе отмечается, что понятие религиозной идентичности в последнее время используется размыто и пространно. Карло Кардиа ограничивается понимаем идентичности как сохранением традиций и использованием религиозной символики. 
Согласно А. Н. Крылову, религиозную идентичность нужно понимать в диалектике её характеристик, представляющих собой общее и противоположное, имеющих тенденцию взаимозамещать и взаимодополнять друг друга. В одном случае религия выступает в качестве содержания идентификационного процесса. С помощью религиозных истин, норм и учений происходит осознание человеком собственной идентичности. Благодаря религии он находит самого себя, понимает какое место займёт в жизни, а также находит ответ на вопросы экзистенциального содержания. С другой стороны, религия выступает инструментом, посредником идентификационного процесса. Посредством религии человек осознает свою принадлежность к определенной группе, роду, нации, стране. Религия служит сохранению и передаче норм, традиций, важных для процесса идентификации. 
Некоторые авторы отождествляют с религиозной идентичностью сочетание религиозной и национальной принадлежности. В аналитических работах религиозная идентичность понимается как целостный феномен, включающий в себя индивидуальное и коллективное самосознание. 
Российские ученые выделяют такие виды религиозной идентичности:
- Православная идентичность;
- Исламская идентичность[4];
- Конфессиональная идентичность (католическая, протестантская);
- Этнорелигиозная идентичность;
- Культурная религиозная идентичность.

## Религиозная идентичность и церковь
Русская Православная Церковь уделяет большое внимание сохранению и формированию религиозной идентичности православного населения России. Тема идентичности многократно поднималась Патриархом Алексием II и Патриархом Кириллом. Исследователи обращают внимание на различия между религиозной самоидентификацией (культурной религиозностью) и вероисповеданием. 
Тема религиозной идентичности является также одной из значимых тем для двух последних руководителей Римско-католической церкви – Папы Иоанна Павла II и Бенедикта XVI.

### На русском языке
- Бусс О. Новые перспективы в исследовании идентичностей // Крылов А. Н. Религиозная идентичность. Индивидуальное и коллективное самосознание в постиндустриальном пространстве. — 3-е изд, доп. и перераб. — М.: Издательство ИКАР, 2014. — 356 с.
- Давыдов Д. Г. Крылов А. Н. Религиозная идентичность. Индивидуальное и коллективное самосознание в постиндустриальном пространстве. 2-е изд., М.: Издательство Икар, 2012. 306 с. // Вестник Православного Свято-Тихоновского гуманитарного университета. Серия 1: Богословие. Философия. Религиоведение. — 2013. — № 45 (1). — С. 119—123. (копия)
- Давыдов И. П., Фадеев И. А. Философско-религиоведческие аспекты канонического права Церкви Англии в свете проблемы англиканской идентичности // Религиоведение. — 2015. — № 1. — С. 149-159.
- Крылов А. Н. Религиозная идентичность. Индивидуальное и коллективное самосознание в постиндустриальном пространстве. — 3-е изд, доп. и перераб. — М.: Издательство ИКАР, 2014. — 356 с. (содержание 2-го издания), введение
- Кырлежев А. И. Феномен православной идеологии // Континент. — 1994. — № 2.
- Морозов А. О. Четвёртая секуляризация // Глобализация и столкновение идентичностей. Международная интернет-конференция 24 февраля -14 марта 2003. Сб. материалов / Под ред. А. Журавского, К. Костюка. — М., 2003. — С. 328—329.
- Мчедлов М. П. Религиозная идентичность. О новых проблемах в межцивилизационных контактах // Социологические исследования. — 2006. — № 10. — С. 33-40.
- Перепёлкин Л. С. Религия Ислам и идентичность в современном мире // Ислам в современном мире: внутригосударственный и международно-политический аспекты: ежеквартальный альманах. — М. — Н. Новгород: ИД «Медина», 2010. — № 3–4 (19—20). — ISSN 2074-1529.
- Пипке Й. Г. Философско-теологические комментарии к проблеме религиозной идентичности в постиндустриальном пространстве // Крылов А. Н. Религиозная идентичность. Индивидуальное и коллективное самосознание в постиндустриальном пространстве. — 3-е изд, доп. и перераб. — М.: Издательство ИКАР, 2014. — 356 с.
- Пульте М. Религиозная идентичность в перспективе канонического права // Крылов А. Н. Религиозная идентичность. Индивидуальное и коллективное самосознание в постиндустриальном пространстве. — 3-е изд, доп. и перераб. — М.: Издательство ИКАР, 2014. — 356 с.
- Пюттман А. Религиозная идентичность в перспективе европейской культуры // Крылов А. Н. Религиозная идентичность. Индивидуальное и коллективное самосознание в постиндустриальном пространстве. — 3-е изд, доп. и перераб. — М.: Издательство ИКАР, 2014. — 356 с.
- Рикенс Х. Религия определяет сознание как верующих, так и неверующих
- Роос Л. Европейская идентичность: христианская перспектива // Крылов А. Н. Религиозная идентичность. Индивидуальное и коллективное самосознание в постиндустриальном пространстве. — 3-е изд, доп. и перераб. — М.: Издательство ИКАР, 2014. — 356 с.
- Рыжова С. В. Становление православной идентичности русских: традиционно-культурные и гражданские основания // Социологические исследования. — 2010. — № 12.
- Фадеев И. А. Экклесиологические аспекты англиканской идентичности в философско-антропологической перспективе // Вестник Московского университета. Серия 7: Философия. — 2013. — № 4. — С. 71-79.
- Фадеев И. А. Проблема англиканской идентичности: терминологический и вероучительный аспекты // Евразия: духовные традиции народов. — 2012. — № 4. — С. 30–47.
- Филатов С. Б., Лункин Р. Н. Статистика религиозной и конфессиональной принадлежности россиян: каким аршином мерить // Религия и российское многообразие / Науч. ред. и сост. С. Б. Филатов. — М.: Летний сад, 2011. — С. 5-30.

### На других языках
- King, P.E. (2003). Religion and identity: The role of ideological, social, and spiritual contexts. Applied Developmental Science, 7, 197-204.
- Tajfel, H., & Turner, J. (2001). An integrative theory of intergroup conflict. In M. A. Hogg & D. Abrams (Eds.), Relations: Essential readings. Key readings in social psychology (pp. 94–109). New York, NY: Psychology Press.